# فرودگاه بین‌المللی شهید هاشمی‌نژاد مشهد
فرودگاه بین‌المللی شهید هاشمی‌نژاد مشهد فرودگاهی بین‌المللی در شهر مشهد در ایران است که در زمینی به مساحت ۵۴۰ هکتار در قسمت جنوب شرقی شهر مشهد قرار دارد و با دو باند موازی ظرفیت پذیرش کلیهٔ هواپیماها تا ردهٔ بویینگ ۷۴۷ را دارد.
در سال ۲۰۱۶ میلادی ۷۰٬۰۸۴ نشست و برخاست هواپیما در این فرودگاه انجام شد و ۱۰٬۰۳۰٬۲۳۰ نفر مسافر و ۸۶٬۶۸۱٬۰۱۰ کیلوگرم بار از طریق آن جابجا شدند. 

## تاریخچه
این فرودگاه در سال ۱۳۳۰ خورشیدی تحت عنوان فرودگاه مشهد احداث شد. در سال ۱۳۴۶ نیز باند فرودگاه از جنس بتن و پایگاه پدافند نیروی هوائی مورد بهره‌برداری قرار گرفت که روزانه یک پرواز از نوع DC3 در مسیر تهران-مشهد و پروازهای آموزشی و ایرتاکسی علاوه بر پروازهای نظامی از آن استفاده می‌کردند.
با افزایش پروازها و ورود هواپیماهای DC8 و متعاقباً هواپیماهای بوئینگ ۷۰۷، ۷۲۷ و ۷۳۷ و ایرباس، در سال ۱۳۵۷ پارکینگ و ترمینال جدید، برج مراقبت پرواز و ساختمان‌های جانبی فرودگاه جدید به‌صورت ناقص مورد بهره‌برداری قرار گرفت که به‌علت انحلال شرکت پیمانکار مراحل تکمیل آن تا بعد از انقلاب اسلامی ۱۳۵۷ ادامه یافت. با پایان یافتن جنگ ایران و عراق فرودگاه مشهد به فرودگاه شهید هاشمی‌نژاد مشهد تغییر نام داد.

## آمار
این فرودگاه دومین فرودگاه پر رفت‌وآمد ایران بعد از فرودگاه بین‌المللی مهرآباد است. از لحاظ تعداد پروازهای ورودی و خروجی روزانه، دارای رتبهٔ دوم در ایران است.
بیش از ۱۴ شرکت داخلی و ۱۶ شرکت خارجی به فرودگاه بین‌المللی مشهد پرواز دارند و ظرفیت این فرودگاه سالانه حدود ۸ میلیون مسافر داخلی و خارجی است و هر ساله بیش از ۲۷ هزار زائر حج تمتع و ۲۰۸ هزار زائر حج عمره را می‌پذیرد. در مجموع شهر مشهد ۸ میلیون مسافر داخلی و خارجی را پذیرا است.

## امکانات
فرودگاه مشهد در مهر ۹۴ به خط ۱ متروی مشهد متصل شد. این فرودگاه دارای سه عدد جت وی (پل ارتباطی گیت با هواپیما) است که سهولت مسافران را فراهم می‌کند. خرید ۲ جت وی دیگر در دستور کار است.
مرکز آموزش علوم فنون و خدمات هوایی فرودگاه مشهد بزرگ‌ترین و مجهزترین مرکز هوانوردی مشهد با آموزش رشته‌هایی چون؛ خلبانی، تعمیر و نگهداری هواپیما، دیسپچ، اویونیک و مهمانداری است و همچنین این مرکز دارای چند فروند هواپیمای آموزشی برای دانشجویان خلبانی و یک آشیانهٔ بزرگ و مجهز برای دانشجویان تعمیر و نگهداری است.
این فرودگاه قابلیت پذیرش تمامی هواپیماهای بوئینگ و تمامی هواپیماهای ایرباس (به جز ایرباس ۳۸۰) را دارد.

## نگارخانه

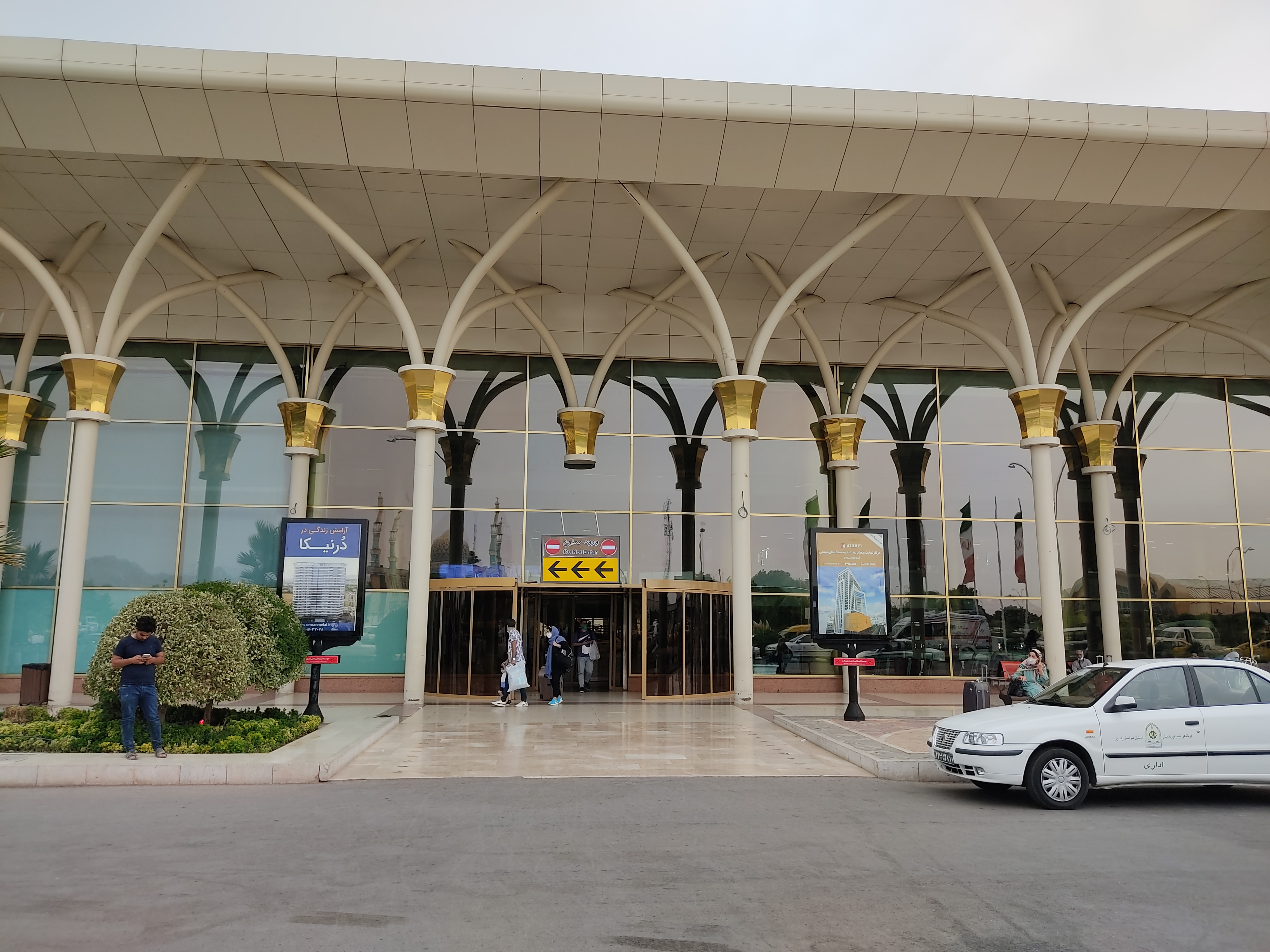
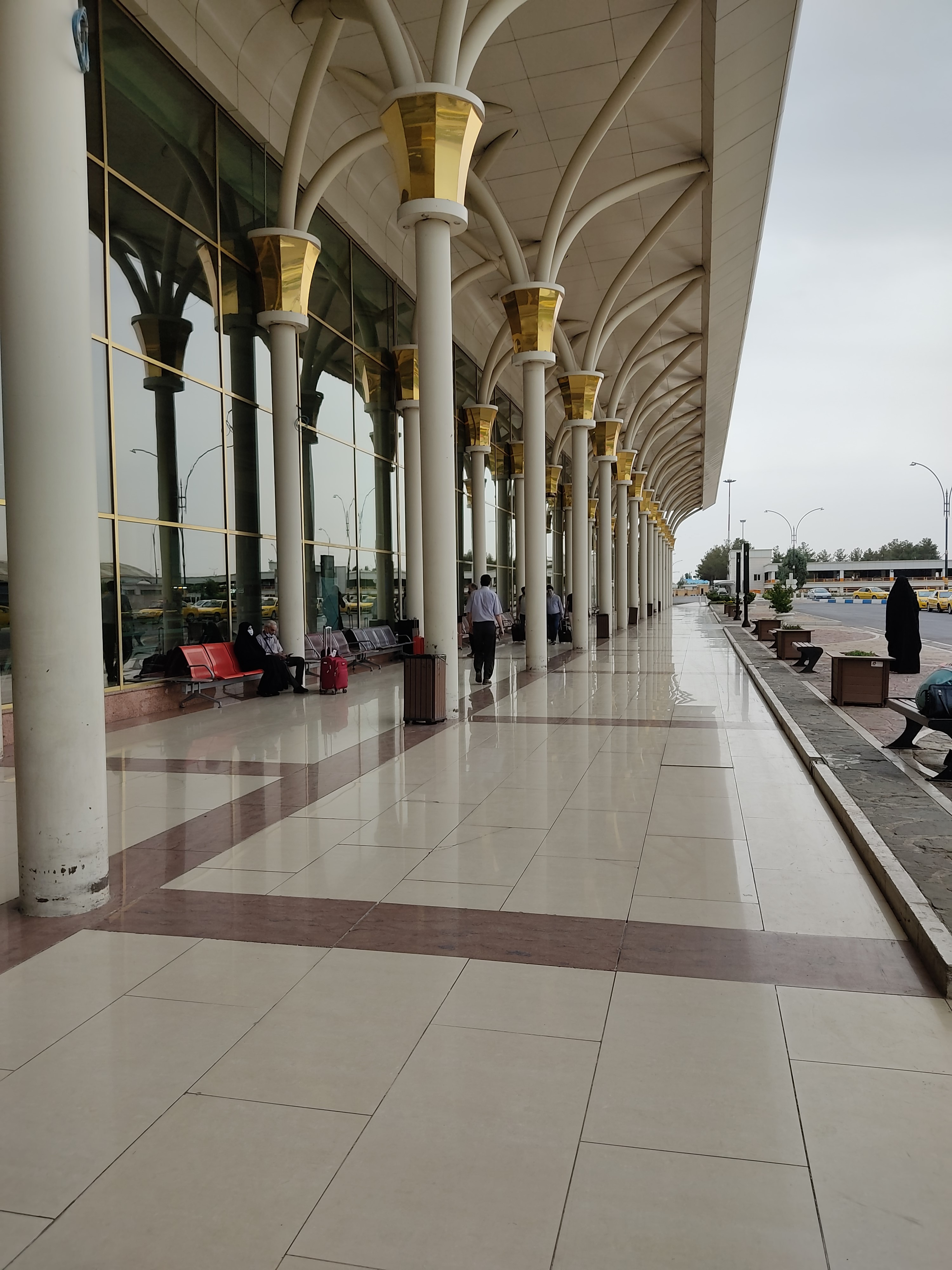
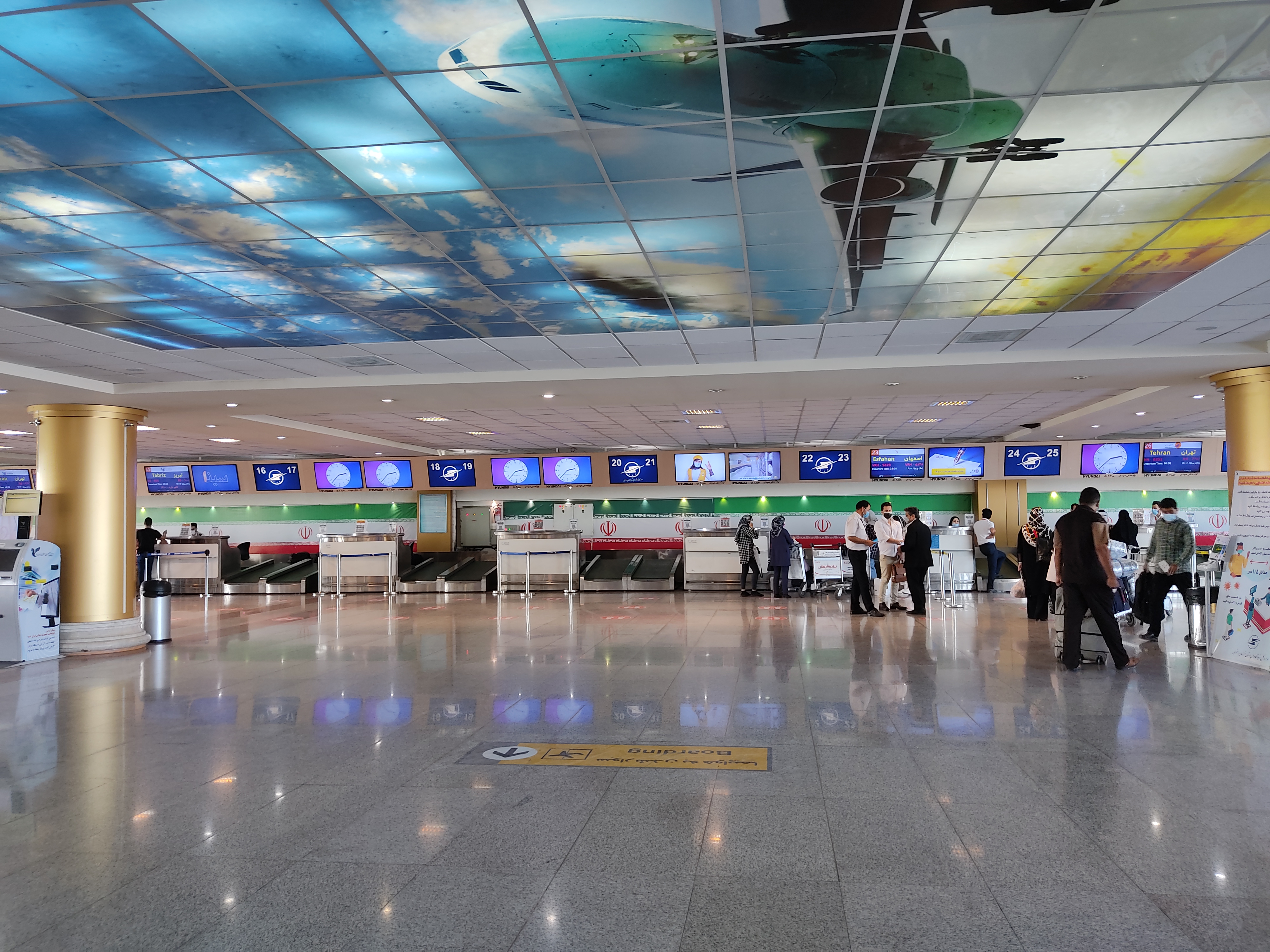

## شرکت‌های هواپیمایی و مقصدهای پروازی

نقشهٔ پروازی کشورهایی که از/به فرودگاه بین‌المللی شهید هاشمی‌نژاد مشهد پرواز دارند.

مقاصد بین المللی هواپیمایی یونایتد از مشهد به دبی ، استانبول و بغداد می باشد . این ایرانین برای پرواز های خارجی از ایرباس ۳۲۰ و ۳۰۰ استفاده کرده و به زودی ایرباس ۳۳۰ نیز به ناوگان اضافه خواهد کرد .
| شرکت‌های هواپیمایی            | مقصدهای پروازی | ترمینال   |
| ---------------------------- | --- | --------- |
| هواپیمایی بین‌المللی افغان جت | کابل | بین‌المللی |
| هواپیمایی ایرعربیا           | شارجه | بین‌المللی |
| هواپیمایی آریانا             | کابل | بین‌المللی |
| هواپیمایی آتا                | اصفهان، کاشان، تبریز، تهران-مهرآباد، ارومیه | داخلی     |
| هواپیمایی سپهران             | فرودگاه بین‌المللی اهواز، فرودگاه بین‌المللی بندرعباس، فرودگاه بوشهر، فرودگاه بین‌المللی کیش، فرودگاه بین‌المللی مهرآباد، فرودگاه کرمانشاه                                                                            | داخلی     |
| هواپیمایی کاسپین             | اصفهان، شیراز، تبریز، تهران-مهرآباد، خرم‌آباد | داخلی     |
| هواپیمایی امارات             | دبی | بین‌المللی |
| فلای بغداد                   | نجف | بین‌المللی |
| فلای‌دبی                      | دبی | بین‌المللی |
| ایران ایر                    | فرودگاه بین‌المللی شهدای گرگان، بیرجند، اصفهان، تبریز، تهران-مهرآباد، یزد، زاهدان | داخلی     |
| ایران ایر                    | بیروت، کویت، نجف، کویته | بین‌المللی |
| هواپیمایی ایران ایرتور       | آبادان، اهواز، بوشهر، کیش، اصفهان، رشت، شیراز، تبریز، تهران، زاهدان، کرمانشاه | داخلی     |
| هواپیمایی آسمان              | فرودگاه بین‌المللی اهواز، اصفهان، نوشهر، شیراز، تهران-مهرآباد، یزد، زاهدان، کاشان، اراک | داخلی     |
| هواپیمایی آسمان              | دبی، کابل، مزار شریف | بین‌المللی |
| هواپیمایی عراق               | بغداد، نجف | بین‌المللی |
| هواپیمایی آساجت              | مهرآباد | داخلی     |
| کام ایر                      | هرات، قندهار، مزارشریف | بین‌المللی |
| کیش ایر                      | فرودگاه بین‌المللی شهید بهشتی اصفهان، فرودگاه بین‌المللی کیش، فرودگاه بین‌المللی شهید مدنی تبریز، فرودگاه بین‌المللی مهرآباد                                                                                          | داخلی     |
| کیش ایر                      | فرودگاه بین‌المللی نجف، فرودگاه بین‌المللی مولتان، فرودگاه بین‌المللی بینظیر بوتو، فرودگاه بین‌المللی جناح، فرودگاه بین‌المللی اقبال لاهوری (همگی آغاز از ۶ آذر ۱۳۹۵)                                                  | بین‌المللی |
| هواپیمایی آوا                | فرودگاه کرمانشاه،فرودگاه بین المللی مهرآباد | داخلی     |
| هواپیمایی ماهان              | فرودگاه بین‌المللی اهواز، فرودگاه بین‌المللی شهید بهشتی اصفهان، فرودگاه بین‌المللی کیش، فرودگاه دشت ناز ساری، فرودگاه بین‌المللی مهرآباد، فرودگاه زنجان، فرودگاه کرمان، فرودگاه عسلویه                                | داخلی     |
| هواپیمایی ماهان              | فرودگاه بین‌المللی بغداد، فرودگاه بین‌المللی رفیق حریری بیروت، فرودگاه بین‌المللی دوبی، فرودگاه بین‌المللی کویت، فرودگاه بین‌المللی نجف، فرودگاه بین‌المللی ایندیرا گاندی                                               | بین‌المللی |
| هواپیمایی معراج              | فرودگاه بین‌المللی شهید بهشتی اصفهان، فرودگاه بین‌المللی شهید دستغیب شیراز، فرودگاه بین‌المللی شهید مدنی تبریز، فرودگاه بین‌المللی مهرآباد                                                                            | داخلی     |
| هواپیمایی معراج              | فرودگاه بین‌المللی بغداد، فرودگاه بین‌المللی کویت، فرودگاه بین‌المللی نجف | بین‌المللی |
| عمان ایر                     | فرودگاه بین‌المللی مسقط | بین‌المللی |
| قطر ایرویز                   | فرودگاه بین‌المللی حمد | بین‌المللی |
| هواپیمایی قشم                | فرودگاه بین‌المللی شهید بهشتی اصفهان، فرودگاه دیرستان، فرودگاه سردار جنگل رشت، فرودگاه دشت ناز ساری، فرودگاه بین‌المللی مهرآباد، فرودگاه آبادان، فرودگاه بین‌المللی اهواز، فرودگاه بین‌المللی زاهدان، فرودگاه خرم‌آباد | داخلی     |
| هواپیمایی قشم                | فرودگاه بین‌المللی نجف | بین‌المللی |
| خطوط هوایی صافی              | میدان هوایی بین‌المللی حامد کرزی | بین‌المللی |
| شاهین ایر اینترنشنال         | فرودگاه بین‌المللی جناح، فرودگاه بین‌المللی اقبال لاهوری | بین‌المللی |
| هواپیمایی تابان              | فرودگاه بین‌المللی اهواز، فرودگاه بین‌المللی شهید بهشتی اصفهان، فرودگاه بین‌المللی کیش، فرودگاه سردار جنگل رشت، فرودگاه بین‌المللی شهید مدنی تبریز، فرودگاه خرم‌آباد، فرودگاه بین‌المللی لارستان                        | داخلی     |
| هواپیمایی تابان              | فرودگاه بین‌المللی ایندیرا گاندی، فرودگاه بین‌المللی اقبال لاهوری فصلی: فرودگاه بین‌المللی مولتان | بین‌المللی |
| ترکیش ایرلاینز               | فرودگاه بین‌المللی آتاترک | بین‌المللی |
| هواپیمایی زاگرس              | فرودگاه بین‌المللی شهید بهشتی اصفهان، فرودگاه بین‌المللی مهرآبادفرودگاه سردار جنگل رشت | داخلی     |
| هواپیمایی زاگرس              | فرودگاه بین‌المللی بصره، فرودگاه بین‌المللی کویت | بین‌المللی |
| هواپیمایی وارش               | فرودگاه بین‌المللی مهرآباد، فرودگاه ساری، فرودگاه بندرعباس، فرودگاه اهواز | داخلی     |